# Кинематограф Пакистана
Кинематограф Пакистана — кинематограф азиатского государства Пакистан. Большинство фильмов были выпущены на урду и панджаби. Видеофильмы пакистанской киноиндустрии часто известны под названием Лолливуд, по аналогии с Голливудом, Болливудом и Нолливудом.

## История
Основы кинематографа Пакистана были заложены мусульманскими фильмами Британской Индии. В 1930-х годах в Лахоре была создана студия по производству немых фильмов, позже переоборудованная для съёмок звукового кино. К середине 1940-х Лахор стал одним из центров индийской кинематографии, где производилось до 100 фильмов в год.
Во время раздела Британской Индии в 1947 году, который привел к образованию государства Пакистан, две доминирующие лахорские киностудии были практически разрушены в результате погромов. Множество актёров, режиссёров и других кинематографистов, исповедующих индуизм, покинули город.
В 1948 году на экраны вышел первый пакистанский фильм Teri Yaad, созданный на единственной уцелевшей в стране киностудии. Это был единственный художественный фильм, снятый в тот год. Однако ограничения на импорт фильмов из Индии способствовали развитию пакистанской киноиндустрии. В 1950 году было выпущено уже 9 полнометражных художественных фильмов, в 1955 — 20, в 1961 — 48. Всего за 1948—1962 годы было снято 420 кинокартин, из них 60 % на урду, 35 % на панджаби и 5 % на бенгальском языке. До середины 1950-х годов производство фильмов было сосредоточено в Западном Пакистане. В 1956 году впервые был снят фильм в Восточном Пакистане — Mukh O Mukhosh.
Из-за строгих ограничений цензуры фильмы 1950-х и 1960-х были преимущественно аполитичными мелодрамами, часто направленными против западного влияния в «высшем обществе». Среди фильмов того времени стремящихся к реализму можно выделить «Настанет день» (1959) А. Кардара, «Опозоренный» (1967) И. Шахзада, «Река течёт» (1969) Х. А. Рахмана.
В 1970-х Восточный Пакистан добился независимости, став отдельным государством Бангладеш. В стране осталось 9 киностудий: семь — в Лахоре и две — в Карачи. В 1974 году на них было снято более 100 фильмов, главным образом на урду и панджаби. Периодически фильмы снимались на синдхи, пушту, гуджарати и сирайки. Большинство картин было черно-белыми. К 1980-м годам количество снимаемых в стране фильмов стабилизировалось на уровне более 50 в год. Основными темами были несчастная любовь, роковые страсти и столкновение добра и зла. Среди режиссёров этого периода можно выделить А. Камела, С. Сулемана, Ш. Найара и А. Башира.
Aina, выпущенная 18 марта 1977 года, ознаменовала отчетливый символический разрыв между так называемым либеральным периодом правления Зульфикара Али Бхутто и все более консервативным, но революционным, режимом Мухаммада Зия-уль-Хака. Фильм показывали в кинотеатрах более 400 недель (почти 8 лет), последний раз его показывали в «Scala» в Карачи, где он шел более четырех лет. Aina считается самым популярным пакистанским фильмом всех времен.
В 1979 году правительство создало Национальную корпорацию по развитию кино (NAFDC), которая занималась экспортом и импортом качественных фильмов и созданием кинотеатров.
Однако при режиме Мухаммеда Зия-уль-Хака (президент Пакистана в 1978—1988 годах) были запрещены видеомагнитофоны, кино-пиратство, введены дополнительные налоги на производство фильмов. Это, а также жёсткие исламские законы, затормозило рост киноиндустрии.

## Кинотеатры
Первые кинотеатры на территории современного Пакистана были открыты в 1910-х годах в Пенджабе и Синде.
В 1982 году в стране было около 600 кинотеатров.
С 1995 года правительство Пакистана прекратило обращать внимание на снижение числа кинотеатров в стране. Ниже приводится хронологическая таблица кинотеатров в Пакистане с 1995 по 2002 год. В стране было 750 кинотеатров в 1990 году, но это число сократилось до 175 к 2002 году. Почти все кинотеатры, как сообщается, в очень плохом состоянии и нуждаются в реконструкции. Нет данных о числе кинотеатров в Азад Кашмире и Гилгит-Балтистане.
| Округа                           | 1995             | 1996             | 1997             | 1998             | 1999             | 2000             | 2001             | 2002             |
| Хайбер-Пахтунхва                 | Хайбер-Пахтунхва | Хайбер-Пахтунхва | Хайбер-Пахтунхва | Хайбер-Пахтунхва | Хайбер-Пахтунхва | Хайбер-Пахтунхва | Хайбер-Пахтунхва | Хайбер-Пахтунхва |
| -------------------------------- | ---------------- | ---------------- | ---------------- | ---------------- | ---------------- | ---------------- | ---------------- | ---------------- |
| Пешавар                          | 17               | 17               | 17               | 17               | 17               | 15               | 16               | 15               |
| Мардан                           | 4                | 4                | 4                | 4                | 4                | 4                | 4                | 4                |
| Кохат                            | 1                | 1                | 1                | 1                | 1                | 1                | 1                | 2                |
| Дера-Исмаил-Хан                  | 3                | 3                | 3                | 3                | 3                | 3                | 3                | 3                |
| Банну                            | 1                | 1                | 1                | 1                | 1                | 2                | 2                | 3                |
| Хазара                           | 6                | 6                | 5                | 5                | 5                | 7                | 6                | 6                |
| Маншехра                         | 2                | 2                | 1                | 1                | 1                | 1                | 1                | 1                |
| Малаканд                         | 2                | 2                | 2                | 2                | 3                | 2                | 2                | 2                |
| Белуджистан                      |                  |                  |                  |                  |                  |                  |                  |                  |
| Кветта                           | 7                | 7                | 7                | 7                | 8                | 8                | 8                | 8                |
| Жоб                              | 1                | 1                | 1                | 1                | 1                | 1                | 1                | 1                |
| Сиби                             | 2                | 2                | 2                | 2                | 1                | 1                | 1                | 2                |
| Калат                            | 1                | 1                | 1                | 1                | 2                | 2                | 2                | 1                |
| Мекран                           | 4                | 4                | 4                | 4                | 2                | 3                | 3                | 3                |
| Назирабад                        | 1                | 1                | 1                | 1                | 1                | 1                | 0                | 0                |
| Пенджаб                          |                  |                  |                  |                  |                  |                  |                  |                  |
| Лахор                            | 67               | 65               | 65               | 65               | 62               | 62               | 56               | 56               |
| Сиялкот                          | 25               | 22               | 16               | 13               | 10               | 10               | 10               | 09               |
| Фейсалабад                       | 42               | 42               | 38               | 38               | 37               | 38               | 38               | 34               |
| Равалпинди                       | 25               | 25               | 26               | 26               | 23               | 21               | 20               | 18               |
| Мултан                           | 56               | 56               | 53               | 50               | 50               | 47               | 46               | 39               |
| Гуджранвала                      | 61               | 61               | 60               | 59               | 58               | 64               | 66               | 69               |
| Саргодха                         | 17               | 17               | 16               | 15               | 15               | 15               | 14               | 12               |
| Бахавалпур                       | 30               | 30               | 31               | 30               | 29               | 29               | 27               | 27               |
| Дера-Гази-Хан                    | 18               | 18               | 19               | 19               | 19               | 12               | 10               | 11               |
| Синд                             |                  |                  |                  |                  |                  |                  |                  |                  |
| Карачи                           | 57               | 57               | 57               | 57               | 53               | 46               | 45               | 43               |
| Хайдарабад                       | 35               | 35               | 27               | 27               | 23               | 22               | 19               | 13               |
| Суккур                           | 27               | 27               | 24               | 20               | 17               | 18               | 10               | 9                |
| Ларкана                          | 21               | 21               | 11               | 11               | 9                | 6                | 6                | 5                |
| Мирпур-Хас                       | 25               | 25               | 22               | 22               | 22               | 22               | 22               | 19               |
| Федеральная столичная территория |                  |                  |                  |                  |                  |                  |                  |                  |
| Исламабад                        | 4                | 4                | 4                | 4                | 4                | 4                | 4                | 2                |